# Болленбах
Болленбах (нім. Bollenbach) — громада в Німеччині, розташована в землі Рейнланд-Пфальц. Входить до складу району Біркенфельд. Складова частина об'єднання громад Раунен.
Площа — 3,77 км2. Населення становить 134 ос. (станом на 31 грудня 2020).